# 1560 en arts plastiques
| Années des arts plastiques : 1557 - 1558 - 1559 - 1560 - 1561 - 1562 - 1563    |
| Décennies des arts plastiques : 1530 - 1540 - 1550 - 1560 - 1570 - 1580 - 1590 |

Cette page concerne l'année 1560 en arts plastiques.

## Œuvres

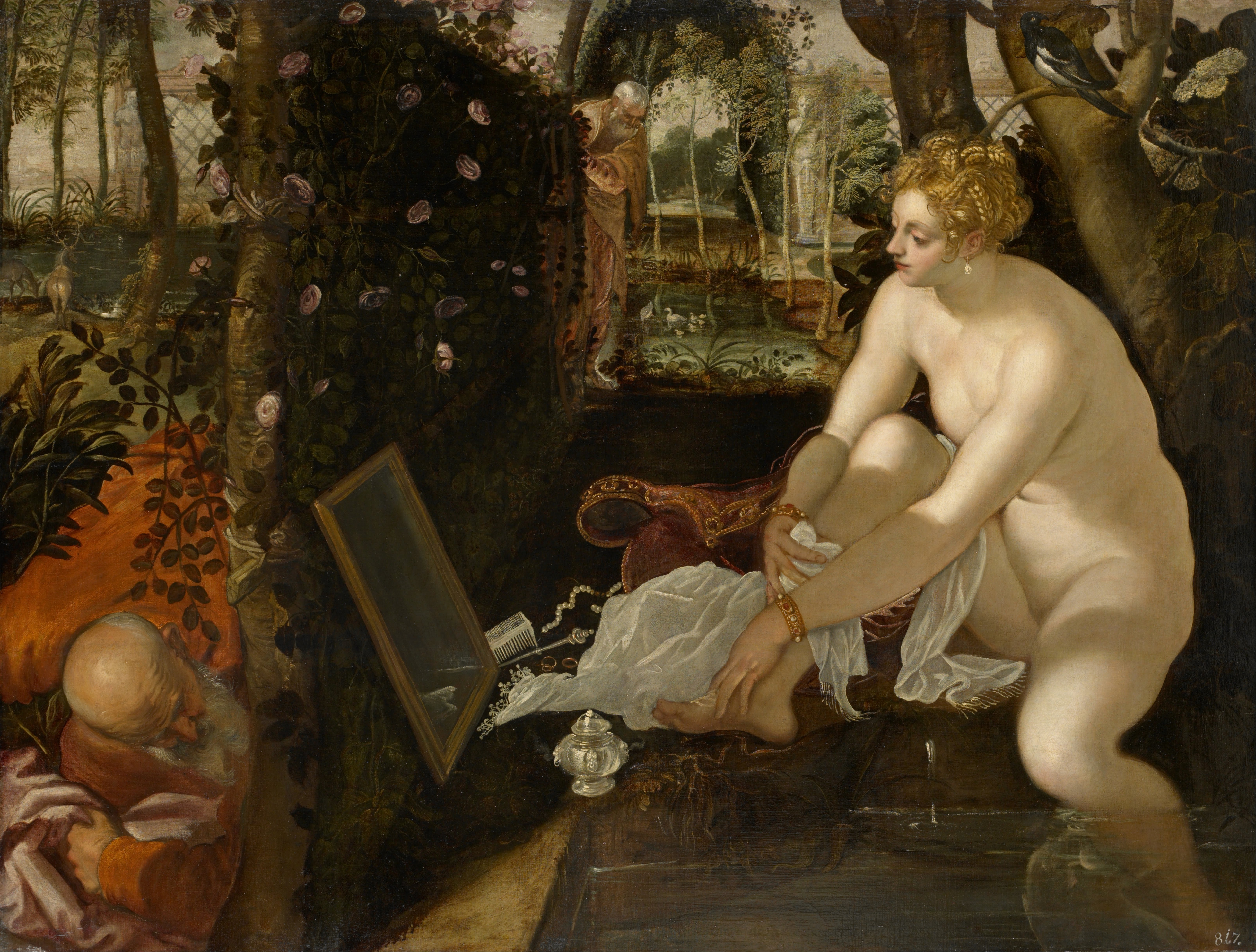
Suzanne et les vieillards du Tintoret.

## Naissances
- 25 juin : Juan Sánchez Cotán, peintre espagnol († 8 septembre 1627),
- 3 novembre : Annibal Carrache, peintre italien († 1609),
- ? :
  - Giovanni Balducci, peintre italien († après 1631),
  - Gillis van Breen, graveur néerlandais († 1602),
  - Bartolomeo Carducci, peintre italien († 14 novembre 1608),
  - Annibale Carracci, peintre italien († 1609),
  - Antonio Circignani, peintre maniériste italien († 1620),
  - Andrea Commodi, peintre baroque italien († 1638),
  - Felice Damiani, peintre maniériste italien († 1608),
  - Antonio Gandino, peintre maniériste italien († 1631),
  - Giovanni Niccolò, jésuite et peintre italien († 26 mars 1626),
  - Claudio Ridolfi, peintre italien († 1644),
  - Fabrizio Santafede, peintre baroque du maniérisme tardif italien († 1634),
  - Domenico Tintoretto, peintre italien († 17 mai 1635),
  - Antonio Viviani, peintre italien († 6 décembre 1620),
- Vers 1560 :
  - Andrea Boscoli, peintre italien de l'école florentine († 1607),
  - Ludovico Buti, peintre italien  du maniérisme tardif de l'école florentine († vers 1611),
  - Adriaen Collaert, dessinateur, graveur, illustrateur et éditeur flamand († 29 juin 1618),
  - Giovanni Battista della Rovere, peintre italien de l'école lombarde († 1627).

## Décès
- 7 février : Camillo Ballini, sculpteur et peintre italien (° 7 octobre 1488),
- ? :
  - Antonio Badile, peintre italien (° vers 1518),
  - Cesare Turco, peintre italien (° 1510),
- Vers 1560 :
  - Giovanni Battista Caporali, architecte et peintre italien (° vers 1476),
  - Jean Cousin l'Ancien, peintre, dessinateur, décorateur et graveur français (° vers 1503).